# Lise-Lotte Rebel
Lise-Lotte Gauger Rebel (født 23. januar 1951 i Lyngby) er cand.theol. og var biskop over Helsingør Stift fra 1995 til 2021.
Rebel tog embedseksamen i teologi ved Københavns Universitet i 1978. Hun har været præst ved Utterslev Kirke 1978-1980, ved Islev Kirke 1980-1987 og ved Helsingør Domkirke (1987-1995). I 1995 blev hun valgt til biskop. Hun var den første kvindelige biskop i Danmark.
Lise-Lotte Rebel blev tildelt Dannebrogsordenen i 1996 og blev i 2001 ridder af Dannebrogsordenens 1. grad. 1. januar 2014 blev hun Kommandør af ordenen.
Hun gik på pension 31.januar 2021 og efterfulgtes af Peter Birch, der tiltrådte som biskop i Helsingør Stift den 1. februar 2021.
Rebel er siden 1999 gift med professor emeritus, dr.theol. Bent Flemming Nielsen. De bor i Helsingør og har tilsammen fem børn.